# Прва влада Ивана Шубашића
Прва влада Ивана Шубашића је била влада Краљевине Југославије у егзилу од 1. јуна 1944. до 29. јануара 1945.

## Историјат
Иван Шубашић је постављен 1. јуна 1944. године, за Председника Владе и министра свих ресора. По повратку са Малте 12. јуна, председник владе Шубашић је свратио у штаб генерала Вилсона који се налазио у Казерти код Напуља и ту се сусрео са краљем Петром II. Наредног дана у друштву с амбасадора Ралфа Стивенсона, отпловио је британским разарачем за острво Вис, где се сусрео са Јосипом Брозом Титом и осталим комунистичким лидерима. Разговори су трајали три дана. Постигнути споразум потписан је 16. јуна, а Шубашић се потом вратио у Казерту, где се поново 20. јуна састао с краљем и известио га је о резултату своје мисије.
Шубашић је попунио Владу 7. јула и у њу је поред Јураја Шутеја, Саве Косановића и Изидора Цанкара, увео Драга Марушића и Сретена Вукосављевића, које је Тито послао из земље, иако их није признавао као своје званичне представнике у Влади.
11. септембра постављен је дивизијски генерал Борисав Ристић за Министра војног, да би један војник поднео формалну одговорност за познати Краљев говор од сутрадан.
Са састанка Черчил-Стаљин у Москви 9-18. октобра 1944, упућен је позив Титу и Шубашићу да се даље договоре у вези са проблемима о уређењу земље. Тако је дошло до другог споразума Тито-Шубашић од 1. новембра, допуњеног са два податка од 7. децембра.
Краљ Петар учинио је 11. јануара 1945. два приговора Споразуму од 1. новембра и додацима од 7. децембра. Један се односио на Намесништво, а други на Авној. Краљ се противио да Авној „врши неограничену закониту власт“ и тражио је „образовање једне свестраначке владе, која би обухватила све политичке покрете," налазећи у томе „једино стварно јемство за нову бољу будућност земље“.
Краљ је Шубашићу јавно одрекао поверење 22. јануара. Тај покушај смене није успео. Краљ је 29. јануара Влади обновио поверење и издао Свечану деклерацију о преносу краљевске власти на Намесништво.

## Чланови владе
| Функција | Слика | Име и презиме | Детаљи                                |
| --- | ----- | ------------- | ------------------------------------- |
| Председник Министарског савета, Министар иностраних послова, Министар унутрашњих послова, Министар војске, ваздухопловства и морнарице, Министар просвете, Министар саобраћаја, Министар финансија, Министар трговине и индустрије, Министар социјалне политике и народног здравља, Министар правде, Министар пољопривреде, Министар снабдевања и исхране, Министар пошта, телеграфа и телефона, Министар шума и рудника и Министар грађевина |       | Иван Шубашић  | Министар свих министарства до 7. јула |

| Функција                                                                                         | Слика | Име и презиме       | Детаљи        |
| ------------------------------------------------------------------------------------------------ | ----- | ------------------- | ------------- |
| Председник Министарског савета, Министар иностраних послова                                      |       | Иван Шубашић        |               |
| Министар унутрашњих послова, Министар социјалне политике и народног здравља и Министар грађевина |       | Сава Косановић      |               |
| Министар саобраћаја и Министар правде                                                            |       | Драго Марушич       |               |
| Министар финансија и Министар трговине и индустрије                                              |       | Јурај Шутеј         |               |
| Министар просвете                                                                                |       | Изидор Цанкар       | до 6.10.1944. |
| Министар просвете                                                                                |       | Драго Марушич       | од 6.10.1944. |
| Министар пошта, телеграфа и телефона                                                             |       | Изидор Цанкар       | до 6.10.1944. |
| Министар пошта, телеграфа и телефона                                                             |       | Јурај Шутеј         | од 6.10.1944. |
| Министар пољопривреде, Министар снабдевања и исхране и Министар шума и рудника                   |       | Сретен Вукосављевић |               |
| Министар војске, ваздухопловства и морнарице                                                     |       | Иван Шубашић        | до 11.9.1944. |
| Министар војске, ваздухопловства и морнарице                                                     |       | Борисав Ристић      | од 11.9.1944. |